# 莫卡辛 (加利福尼亞州普盧默斯)
莫卡辛（英語：Moccasin）是位於美國加利福尼亞州普盧默斯縣的一個非建制地區。該地的面積和人口皆未知。

## 地理
莫卡辛的座標為40°04′37″N 120°56′11″W / 40.07694°N 120.93639°W，而該地的平均海拔高度為1072米（即3517英尺）。